# Bassignac-le-Haut
Bassignac-le-Haut è un comune francese di 210 abitanti situato nel dipartimento della Corrèze nella regione della Nuova Aquitania.

## Società

### Evoluzione demografica
Abitanti censiti